# Ialomița (řeka)
Ialomița (rumunsky Râul Ialomița) je řeka v Rumunsku protékající župami Prahova, Dâmbovița, Ilfov a Ialomița. Je 414 km dlouhá. Povodí má rozlohu 8900 km².

## Průběh toku
Řeka pramení v župě Dâmbovița, pod vrcholem Omul v horách Bucegi, jež jsou částí Jižních Karpat. Z nich odtéká na jih, po asi 50 km se stáčí na východ, protéká hlavním městem župy Dâmbovița Târgoviște a později i Slobozií. Na středním a dolním toku protéká Dolnodunajskou rovinou U městečka Lunca Dunarii se vlévá zleva do Dunaje. Jejím hlavním přítokem je řeka Prahova zleva.

## Vodní režim
K nejvyšším vodním stavům dochází na jaře, v létě dochází k ojedinělým vzestupům hladiny, které jsou způsobeny dešti. V zimě je stav vody nízký. Průměrný průtok vody činí přibližně 40 m³/s. V zimě řeka zamrzá na 1,5 až 2,5 měsíce.

## Využití
Využívá se na zavlažování. Byly na ní vybudovány vodní elektrárny. Na řece leží města Târgoviște, Slobozia.